# IC 5028
IC 5028 је галаксија у сазвјежђу Паун која се налази на листи објеката дубоког неба у Индекс каталогу.
Деклинација објекта је - 65° 38' 49" а ректасцензија 20h 43m 22,2s. Привидна величина (магнитуда) објекта IC 5028 износи 14,6 а фотографска магнитуда 15,2. Налази се на удаљености од 19,9 милиона парсека од Сунца. IC 5028 је још познат и под ознакама ESO 106-10, AM 2038-654, PGC 65250.